# Красимир Кръстев (футболист)
Вижте пояснителната страница за други личности с името Красимир Кръстев.
Красимир Кръстев е български футболист.
Понастоящем се състезава за отбора на Любимец. Играе като ляв външен полузащитник. Висок е 180 см, тежи 72 кг, силният му крак е левият.

## Кариера
Кръстев е юноша на ПФК „Ботев“ (Пловдив), който през сезон 2006/2007 е сред основните играчи на отбора. Пловдивчанинът стартира много силно и сезон 2007/2008, като направи някой запомнящи се мачове. През сезон 2008/2009 вкарва няколко важни гола в мачовете за оцеляване, като най-запомнящия е този срещу „Локомотив“ Пловдив.

## Статистика по сезони
| Сезон     | Отбор   | Първенство | Мачове | Голове |
| --------- | ------- | ---------- | ------ | ------ |
| 2003/2004 | Ботев   | А група    | 2      | 0      |
| 2004/2005 | Ботев   | Б група    | 9      | 0      |
| 2005/2006 | Ботев   | А група    | 13     | 1      |
| 2006/2007 | Ботев   | А група    | 21     | 0      |
| 2007/2008 | Ботев   | А група    | 19     | 2      |
| 2008/2009 | Ботев   | А група    | 24     | 2      |
| 2009/2010 | Любимец | Б група    | 5      | 0      |